# Tamboré
Tamboré é um bairro nobre da Zona Oeste da Grande São Paulo, localizado nas cidades brasileiras de Barueri e Santana de Parnaíba.

## História
Surgiu a partir da Fazenda Tamboré, que pertencia às famílias Álvares Penteado e Ulhôa Rodrigues. Na década de 60 foi fundada a Tamboré S/A, que iniciou o planejamento imobiliário.
Lançado pela empresa Tamboré S/A em 1988, o empreendimento Tamboré I surgiu da necessidade de residenciais de alto padrão, impulsionada por Alphaville, bairro vizinho. Ocupando uma área de 1.800.000m², seus lotes eram vendidos a partir de 1.200m². Devido ao sucesso do empreendimento houve a construção dos residenciais Tamboré II e III. Pouco tempo depois foi inaugurado o Shopping Tamboré, destinado à população dos condomínios e das cidades vizinhas.
Iniciou seu processo de verticalização nos anos 2000. Possui um campus da Universidade Paulista, Universidade Presbiteriana Mackenzie.

### Pedido de emancipação
Tamboré juntamente com Alphaville tentaram emancipar-se criando um novo município através da junção dos dois bairros na década de 90, mas o processo não obteve êxito e foi arquivado.

## Atualidade
O Tamboré I é conhecido como a "Beverly Hills paulista", abriga mansões milionárias e celebridades como a dramaturga Iris Abravanel, os cantores Simone Mendes, Wanessa Camargo, Fábio Jr. e Seu Jorge, os influenciadores Deolane Bezerra, Camila Loures, Lucas Guimarães e Carlinhos Maia e o ator Fiuk, os apresentadores José Luiz Datena e César Filho, além do esportista Oscar Schmidt. O condomínio é conhecido por sua privacidade, segurança reforçada e por abrigar moradores de alto poder aquisitivo, incluindo empresários e políticos.
No dia 26 de junho de 2025, veio à tona que o deputado federal paulista Fábio Teruel (MDB) destinou R$ 2,2 milhões em emenda Pix para o recapeamento de ruas dentro do condomínio de luxo. No total, pelo menos oito ruas do condomínio foram recapeadas com recursos públicos, somando R$ 11 milhões enviados pelo parlamentar à cidade.
Entre as residências beneficiadas, destaca-se um castelo árabe com 13 torres, piscina, jardins e terraços, além de mansões avaliadas entre R$ 43 milhões e R$ 55 milhões. As ruas contempladas levam nomes de cidades do interior paulista, como Sorocaba, Rio Claro, Limeira, Itu, Campos do Jordão, Ourinhos e Andradina.
Tamboré I figura entre um dos condomínios mais exclusivos e luxuosos do Brasil, com propriedades de alto padrão, terrenos amplos e infraestrutura de primeira linha. Casas com mais de 2 mil metros quadrados de área construída, múltiplas suítes, salas de cinema, piscinas de borda infinita e garagens para dezenas de carros são comuns.
O bairro também se destacou na mídia pela presença da Igreja Batista da Lagoinha Alphaville, com a alcunha Lagoinha Alphaville, que tem ganhado notoriedade ande porte como o "Vira Brasil 2025" no Allianz Parque, que levantou debates sobre a mercantilização da fé. A igreja, liderada por André Fernandes, também esteve envolvida em polêmicas como a compra da antiga sede de "A Fazenda" em Itu, disputas judiciais pelo uso da marca "Lagoinha" com a família Valadão e a criação de áreas VIPs no templo, práticas que geraram discussões sobre exclusividade e segregação entre os frequentadores.